# Mathieu Kpogomou
Pour les articles homonymes, voir Kpoghomou.
Mathieu Kpogomou est un député et homme politique guinéen.
Député uninominal de la circonscription de Yomou de mars 2020 au 5 septembre 2021.

## Biographie
Député uninominal de la commune de Yomou de 2020 à 2021 de la dernière législature de mars 2020. Il est le 2ème vice-président de la commission commerce, tourisme, artisanat et mines de la 9eme législative de la république de Guinée, sous la présidence Alpha Condé.